# Dusona kriechbaumeri
Dusona kriechbaumeri là một loài tò vò trong họ Ichneumonidae.